# Nukoolkit Krutyai
Nukoolkit Krutyai (thailändisch นุกูลกิจ ครุฑใหญ่, * 23. September 1992 in Prachuap), auch als First (thailändisch เฟิร์ส) bekannt, ist ein thailändischer Fußballspieler.

## Karriere
Nukoolkit Krutyai erlernte das Fußballspielen in der Jugendmannschaft des Erstligisten BEC Tero Sasana FC in Bangkok. Hier unterschrieb er 2011 auch seinen ersten Vertrag. 2014 gewann er mit dem Club den Thai League Cup. 2015 wechselte er nach Buriram zu Buriram United. Während seiner Zeit bei Buriram gewann er die thailändische Meisterschaft und war Sieger im Finale des Thai League Cup, FA Cup, Toyota Premier Cup, Kor Royal Cup und der Mekong Club Championship. Mitte 2016 wechselte er zum Zweitligisten Ubon UMT United  nach Ubon Ratchathani. Mit dem Verein wurde er Vizemeister und stieg somit in die Erste Liga auf. Mitte 2017 verließ er Ubon und schloss sich Muangthong United an. Mit Muangthong gewann er 2017 den Thai League Cup und die Mekong Club Championship. Die Saison 2019 wurde er vom Erstligaaufsteiger Trat FC ausgeliehen. Nach 26 Spielen verließ er nach einer Saison Trat und wechselte zum Sukhothai FC nach Sukhothai. Für Sukhothai absolvierte er 30 Erstligaspiele. Im Juni 2021 ging er auf Leihbasis zum Ligakonkurrenten Ratchaburi Mitr Phol. Für den Verein aus Ratchaburi absolvierte er vier Spiele in der AFC Champions League. In der Liga kam er nicht zum Einsatz. Ende Juli 2021 kehrte er nach Sukhothai zurück. Zur Rückrunde der Saison 2021/22 wechselte er Anfang Januar 2022 zum Ligakonkurrenten PT Prachuap FC.  Am 29. Mai 2022 stand er mit PT im Finale des Thai League Cup. Hier unterlag man im BG Stadium Buriram United mit 4:0. Für Prachuap bestritt er 23 Ligaspiele. Nach der Saison wurde sein Vertrag im Sommer 2023 nicht verlängert. Im Juni 2023 wechselte er in die zweite Liga, wo er in Chiangmai einen Vertrag beim Chiangmai FC unterschrieb. Am Ende der Saison 2023/24 belegte er mit dem Klub den vierten Tabellenplatz und qualifizierte sich somit für die Aufstiegsspiele zur ersten Liga. Hier konnte man sich jedoch nicht durchsetzen. Nadem im Sommer 2024 Chiangmai die Lizenz für die zweite Liga verweigert wurde, wechselte er im August 2024 zum Zweitligisten Phrae United FC. Für den Verein aus Phrae bestritt er 29 Ligaspiele. Nach einer Spielzeit wechselte er im Sommer 2025 zu dem ebenfalls in der zweiten Liga spielenden Mahasarakham SBT FC.

## Erfolge
BEC Tero Sasana FC
- Thailändischer Ligapokalsieger: 2014

Buriram United
- Thailändischer Meister: 2015
- Thailändischer Pokalsieger: 2015
- Thailändischer Ligapokalsieger: 2015
- Toyota Premier Cup: 2015
- Kor Royal Cup: 2015, 2016
- Mekong Club Championship: 2015

Muangthong United
- Thailändischer Ligapokalsieger: 2017
- Mekong Club Championship: 2017
- Thailändischer Vizemeister: 2017

Ubon UMT United
- Thailändischer Zweitligavizemeister: 2016  ▲

PT Prachuap FC
- Thailändischer Ligapokalfinalist: 2021/22